# Lucia Moricová
Lucia Morico [Lučia Moriko], (* 12. prosinec 1975 Fano, Itálie) je bývalá reprezentantka Itálie v judu. Je držitelkou bronzové olympijské medaile.

## Sportovní kariéra
S judem začínala v 8 letech v Marottě. Jejím prvním trenérem byl Aldo Enea. Vrcholově se potom judu věnovala pod vedením Felice Marianiho. V prvních letech své sportovní kariéry byla reprezentační dvojkou za Ylenií Scapin a Emanuelou Pierantozzi. Prosadila se až v novém tisíciletí a formu potvrdila ziskem bronzové olympijské medaile na olympijských hrách v Athénách. Sportovní kariéru ukončila po rozpačitém vystoupení na olympijských hrách v Pekingu.

## Výsledky

### Váhové kategorie
| Turnaj             | 1992       | 1993       | 1994       | 1995           | 1996           | 1997           | 1998           | 1999           | 2000           | 2001           | 2002           | 2003           | 2004           | 2005           | 2006           | 2007           | 2008           |
| Turnaj             | 17         | 18         | 19         | 20             | 21             | 22             | 23             | 24             | 25             | 26             | 27             | 28             | 29             | 30             | 31             | 32             | 33             |
| Turnaj             | střední v. | střední v. | střední v. | polotěžká váha | polotěžká váha | polotěžká váha | polotěžká váha | polotěžká váha | polotěžká váha | polotěžká váha | polotěžká váha | polotěžká váha | polotěžká váha | polotěžká váha | polotěžká váha | polotěžká váha | polotěžká váha |
| ------------------ | ---------- | ---------- | ---------- | -------------- | -------------- | -------------- | -------------- | -------------- | -------------- | -------------- | -------------- | -------------- | -------------- | -------------- | -------------- | -------------- | -------------- |
| Olympijské hry     | —          |            |            |                | —              |                |                |                | —              |                |                |                | 3.             |                |                |                | úč.            |
| Mistrovství světa  |            | —          |            | —              |                | —              |                | —              |                | —              |                | úč.            |                | 5.             |                | 5.             |                |
| Mistrovství Evropy | —          | —          | —          | —              | —              | —              | 7.             | 7.             | —              | —              | 2.             | 1.             | 2.             | 3.             | 5.             | 7.             | úč.            |
| ME juniorů         | 5.         | 3.         |            |                |                |                |                |                |                |                |                |                |                |                |                |                |                |

### Bez rozdílu vah
| Turnaj             | 1992 | 1993 | 1994 | 1995 | 1996 | 1997 | 1998 | 1999 | 2000 | 2001 | 2002 | 2003 | 2004 | 2005 | 2006 | 2007 | 2008 |
| Turnaj             | 17   | 18   | 19   | 20   | 21   | 22   | 23   | 24   | 25   | 26   | 27   | 28   | 29   | 30   | 31   | 32   | 33   |
| ------------------ | ---- | ---- | ---- | ---- | ---- | ---- | ---- | ---- | ---- | ---- | ---- | ---- | ---- | ---- | ---- | ---- | ---- |
| Mistrovství světa  |      | —    |      | —    |      | —    |      | —    |      | —    |      | úč.  |      | —    |      | —    |      |
| Mistrovství Evropy | —    | —    | —    | —    | —    | —    | —    | —    | 2.   | —    | —    | —    | —    | —    | —    | —    |      |